# Rubén Marcelo Gómez
Rubén Marcelo Gómez (Ciudad de Córdoba, Argentina, 26 de enero de 1984) es un futbolista argentino. Juega de volante ofensivo en el FC Zaria Bălți de la Primera División de Moldavia.

## Clubes
| Club                  | País            | Año             | PJ (Goles) |
| --------------------- | --------------- | --------------- | ---------- |
| Belgrano              | Argentina       | 2002 - 2003     | 33 (2)     |
| Metalurg Donetsk      | Ucrania         | 2003 - 2004     | 39 (2)     |
| Stal Alchevsk         | Ucrania         | 2005-2007       | 48 (1)     |
| RKV Malinas           | Bélgica         | 2008            | 3 (0)      |
| FC Zarya Lugansk      | Ucrania         | 2008 - 2009     | 22 (0)     |
| FC Zakarpattia        | Ucrania         | 2009 - 2010     | 21 (2)     |
| AEK Larnaca           | Chipre          | 2011            | 39 (1)     |
| SC Tavriya Simferopol | Ucrania         | 2012 - 2014     | 62 (1)     |
| Levadiakos FC         | Grecia          | 2014            | 22 (0)     |
| FC Zaria Bălți        | Moldavia        | 2015 - 2016     | 37 (1)     |
| Total en clubes       | Total en clubes | Total en clubes | 325 (10)   |